# Borujsko (przystanek kolejowy)
Borujsko – przystanek osobowy w Żeńsku w Polsce, w województwie zachodniopomorskim, w powiecie drawskim, w gminie Wierzchowo.